# Krokstorpasjön
Krokstorpasjön är en sjö i Nybro kommun i Småland och ingår i Hagbyåns huvudavrinningsområde. Sjön har en area på 0,268 kvadratkilometer och ligger 93,2 meter över havet. Sjön avvattnas av vattendraget Hagbyån (Örsjöån).

## Delavrinningsområde
Krokstorpasjön ingår i det delavrinningsområde (627986-150478) som SMHI kallar för Ovan Jansabäcken. Medelhöjden är 100 meter över havet och ytan är 27,08 kvadratkilometer. Räknas de 10 avrinningsområdena uppströms in blir den ackumulerade arean 199,18 kvadratkilometer. Avrinningsområdets utflöde Hagbyån (Örsjöån) mynnar i havet. Avrinningsområdet består mestadels av skog (69 procent), öppen mark (11 procent) och jordbruk (15 procent). Avrinningsområdet har 1,09 kvadratkilometer vattenytor vilket ger det en sjöprocent på 4 procent.